# Fazenda Villa-Forte
A Fazenda Villa-Forte é uma fazenda cafeeira do século XVIII, localizada no município de Resende, no estado do Rio de Janeiro. Atualmente é um hotel Fazenda.

## História
A história da Fazenda Villa-Forte remonta ao século XVIII, quando Gabriel Francisco de Mé Junqueira comprou do Sr. Bustamante, cerca de 200 alqueires de terra que faziam parte das fazendas de Boa Vista e Boa Esperança. A compra contemplava a casa grande, direitos sobre as terras cedidas em comodato para a Estrada de Ferro Central do Brasil (onde se construiu a estação ferroviária de Engenheiro Passos), um engenho de açúcar cuja construção indica o ano de 1790 , um alambique e máquinas oriundas da Inglaterra para beneficiar café.

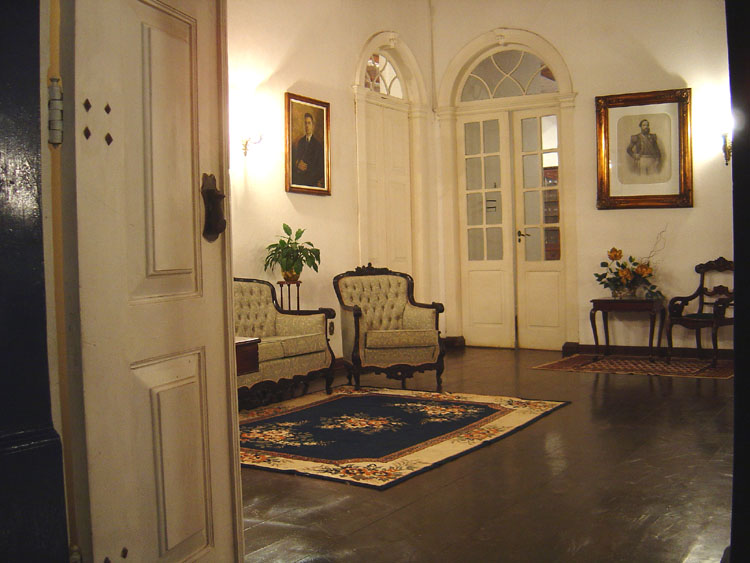
Fazenda Villa-Forte - Interior

Após a sua morte, seu genro, o Almirante José Siqueira Villa Forte, casado com sua filha, Dalila compra a propriedade das outras filhas do Sr. Gabriel Francisco Mé e torna-se seu único proprietário. 
Em 1918, ele e sua esposa Dalila já costumavam receber amigos da família e cobravam uma taxa de  hospedagem  para arcar com os custos, porém é  somente em 1932 que a fazenda foi oficialmente registrada como pensão familiar.
O novo nome da fazenda foi dado em homenagem ao fundador do hotel. Segundo os proprietários, a Fazenda Villa Forte recebeu a visita de Pedro II e que após a República, em um leilão, José Siqueira Villa Forte adquiriu algumas peças de uso do imperador, como o seu retrato, o cravo, canapés, vasos e namoradeira que estão na recepção do hotel.

## Estrutura
A casa sede da Fazenda Villa Forte está erguida ao fundo de um parque arborizado, de frente para o Maciço de Itatiaia. Apesar de ter sua feição original modificada para atender as necessidades como hotel, ainda é possível identificar a parte relacionada à produção de café, como a tulha, o terreiro e o engenho de beneficiamento do café.
Através de uma escadaria de mármore branco, tem-se acesso a entrada principal do casarão. O corrimão e as varandas com grades de ferro foram adicionadas posteriormente, já no século XX.  Possui dois pavimentos, a fachada do pavimento nobre imponente, com três portas e oito janelas.
Apesar da casa sede estar em bom estado de conservação, o engenho e a antiga senzala estão em ruínas.
A viga mestre do teto traz marcado a data de 1812. 
Dentro da fazenda também está a estação de trem de Engenheiro Passos, construída em 1869 pelos cafeicultores do Vale do Paraíba. Chegou a ter também um aeropouso como indica um cartão postal antigo.